# Трынкевич, Мариуш
Ма́риуш Трынке́вич (пол. Mariusz Trynkiewicz; 10 апреля 1962, Пётркув-Трыбунальский — 9 января 2025, Гданьск) — польский серийный убийца и рецидивист, которого пресса называла «Сатана из Пётркува». Он работал учителем физкультуры. За убийство в июле 1988 года четырёх мальчиков был приговорён к смертной казни, заменённой позже (по амнистии) 25 годами лишения свободы.

## Биография
Во время службы в Войске Польском похитил и изнасиловал школьника, за что военный трибунал приговорил его к одному году лишения свободы с отсрочкой на два года. Через несколько недель после этого приговора получил 1,5 года лишения свободы, позже срок был увеличен до 2,5 лет.
4 июля 1988 года Трынкевич, после освобождения из тюрьмы в связи с уходом за больной матерью, заманил в свою квартиру 13-летнего Войцеха Приска, задушил его, а труп закопал в лесу.
29 июля 1988 года Трынкевич заманил в свою квартиру и убил 11-летнего Томаша Ложека, 12-летних Артура Кравчинского и Кшиштофа Качмарека. Через несколько дней он вынес их тела в лес и поджёг. Их тела были обнаружены грибниками.
В ходе судебного разбирательства Трынкевич был признан вменяемым, а его поведение отмечено реализацией садизма и сексуального влечения в сочетании с алголагнией. 29 сентября 1989 года решением суда Трынкевич был приговорён к четырём смертным казням — за каждое убийство. 7 декабря того же года в результате амнистии срок был заменён на 25 лет лишения свободы. 11 февраля 2014 года он вышел на свободу. 3 марта 2014 года по решению суда было решено его изолировать на курорте Гостынин.
В начале 2014 года в интернете быстро распространился миф о том, что игра «Talking Angela» была взломана Мариушем Трынкевичем, занявшимся преследованием своих новых жертв через приложение.
31 июля 2015 года получил новый срок (5 лет и 6 месяцев) за хранение детской порнографии.
6 апреля 2021 года Гостынинский окружной суд приговорил Мариуша Трынкевича к 6 годам лишения свободы за повторное хранение детской порнографии.
Умер 9 января 2025 года в Гданьске в возрасте 62 лет.

## Список жертв
| Имя               | Возраст | Дата убийства     |
| ----------------- | ------- | ----------------- |
| Войцех Приск      | 13 лет  | 4 июля 1988 года  |
| Кшиштоф Качмарек  | 12 лет  | 29 июля 1988 года |
| Артур Кравчинский | 12 лет  | 29 июля 1988 года |
| Томаш Ложек       | 12 лет  | 29 июля 1988 года |